# Zalp
Die zalp ist eine Zeitung für das Alppersonal wie Hirten, Käser oder Melker, die den Sommer auf den Alpen verbringen. Sie erscheint einmal im Jahr und wird meist Ende Juli in den Alpenbogen verschickt.
1990 wurde die erste zalp, damals noch als z’alp von initiativen Älplern herausgegeben. Langsam stieg die Auflage von anfangs 1'000 auf zurzeit 5'100 Exemplare.
Seit 2002 hat die zalp einen eigenen Webauftritt. Neben dem Archiv hat sich die Stellenbörse zum grössten Stellenmarkt für Älpler, Hirten, Käser und Sennen entwickelt.